# Killingworth
Killingworth – miasto w Wielkiej Brytanii, w Anglii, w regionie North East England, w hrabstwie Tyne and Wear. W 2006 r. miasto to zamieszkiwało 9 251 osób.